# جانيت ماسلين (صحفية)
جانيت ماسلين (بالإنجليزية: Janet Maslin)‏ صحفية أمريكية، اشتهرت بأنها ناقدة سينمائية وأدبية في صحيفة نيويورك تايمز. عملت ناقدًة سينمائيًة في التايمز من عام 1977 إلى عام 1999 وناقدًة أدبية من عام 2000 إلى عام 2015. ساعدت ماسلين في عام 2000، في تأسيس مركز جاكوب بيرنز السينمائي في بليزانتفيل، نيويورك، وهي رئيسة مجلس إدارتها.

## تاريخها المهني
تخرجت ماسلين من جامعة روتشستر عام 1970 بدرجة البكالوريوس في الآداب وتخصص في الرياضيات. بدأت حياتها المهنية كناقدة لموسيقى الروك في بوسطن فينيكس وأصبحت محررة أفلام وناقدة. عملت أيضًا كصحفية مستقلة في مجلة الفن والموسيقى رولينج ستون وعملت في المجلة الأسبوعية نيوزويك.
أصبحت ماسلين ناقدًة سينمائيًة لصحيفة نيويورك تايمز في عام 1977. حلت محل الناقد السينمائي الكبير فينسنت كانبي من 1 ديسمبر 1994، بصفتها الناقدة السينمائية الرئيسية. تتذكر الناقدة «ليزا شوارزباوم Lisa Schwarzbaum» في الفيلم التسجيلي «انترتينمنت ويكلي Entertainment Weekly» إثارة وجود امرأة كمراجع رئيسي في صحيفة نيويورك تايمز. استمرت في مراجعة الأفلام لجريدة التايمز حتى عام 1999. تمت مناقشة مسيرتها المهنية في النقد السينمائي، بما في ذلك احتضانها للسينما الأمريكية المستقلة، في الفيلم الوثائقي من أجل حب الأفلام: قصة نقد الفيلم الأمريكي) 2009.)
كانت ماسلين ضيفًة متكررًة على برنامج الحوار الأمريكي المعروف «تشارلي روز» من 1994 إلى 2003، وبشكل عام، قدمت 16 ظهورًا في البرنامج، وقدمت رؤيتها حول أفلام اليوم وتوقعاتها لجوائز الأوسكار.
تواصل ماسلين مراجعة الكتب لصحيفة نيويورك تايمز، ومن بين مراجعاتها العديد من الاكتشافات الحماسية لكتاب الجريمة غير المعروفين آنذاك، وأول تقييم أمريكي لرواية إيلينا فيرانتي، ومقال عام 2011 عن مذكرات الأرملة «جويس كارول أوتس» الصادرة تحت عنوان «قصة أرملة A Widow's Story»، والتي أساءت إلى بعض المعجبين بأوتس.

## وصلات خارجية
- جانيت ماسلين (صحفية) على موقع IMDb (الإنجليزية)
- جانيت ماسلين (صحفية) على موقع ميتاكريتيك (الإنجليزية)
- جانيت ماسلين (صحفية) على موقع روتن توميتوز (الإنجليزية)
- جانيت ماسلين (صحفية) على موقع إن إن دي بي (الإنجليزية)
- جانيت ماسلين (صحفية) على موقع قاعدة بيانات الفيلم (الإنجليزية)
- جانيت ماسلين (صحفية) على موقع كينوبويسك (الروسية)